# Timmy (Městečko South Park)
Timmy (v anglickém originále Timmy 2000) je třetí díl čtvrté řady amerického komediálního animovaného televizního seriálu Městečko South Park. 

## Děj
Timmy Burch, mentálně a fyzicky postižený žák, se nezvládá naučit na hodiny dějepisu s panem Garrisonem a vedení školy ho pošle k vyšetření. Doktor u Timmyho zjistí tzv. poruchu pozornostního deficitu (PPD) a předepíše mu ritalin, díky němuž se nemusí nadále připravovat na výuku. Spolužáci mu to závidí, a tak se rozhodnou taktéž zajít k psychologovi, který u nich skrze dlouhou četbu taktéž prokáže PPD a předepíše jim ritalin. Hudební skupina Pánové podsvětí mezitím objeví Timmyho a jeho hudební talent. Skupina vyhraje soutěž, která měla určit předskupinu koncertu Phila Collinse v Lollapalooze, ale frontman skupiny Skyler začne na Timmyho žárlit a rozhodne se vystoupit sám. Šéf zjistí, že rodiče brali svým dětem ritalin, takže všichni chtějí pod vlivem léků na koncert Phila Colinse. Na koncertu Šéf rozdá dětem nápoje s protilékem od výrobců ritalinu. Dětem se postupně přestane líbit Collinsův zpěv a chtějí Timmyho. Skyler se omluví Timmymu a přemluví ho k vystoupení v Lollapalooze. Všichni, kromě Phila Collinse, kterého dav vyžene, si nakonec užijí koncert Pánů podsvětí.